# Tarbertia
Tarbertia is een monotypisch geslacht van schimmels in de orde Arthoniales. Het bevat alleen de soort Tarbertia juncina. De familie is nog niet eenduidig bepaald (incertae sedis).